# Parque nacional de Hlawga
El parque nacional de Hlawga es un parque nacional situado en Mingaladon, en la división de Yangón, en el país asiático de Birmania (Mianmar), a 22 millas (35 km) al norte de Rangún. El espacio de 1540 acres (623 hectáreas) incluye un parque natural de 818 acres (313 hectáreas), un zoológico pequeño de 62 acres (25 hectáreas) y una zona de amortiguación de 660 acres (267 hectáreas).
Fue establecido por primera vez como un centro de educación ambiental en el año 1982. Ahora este parque es un popular destino de viajes diarios de los locales y los ecoturistas.